# Luís Campos e Cunha
Luís Manuel Moreira de Campos e Cunha (ur. 6 lutego 1954 w Luandzie) – portugalski ekonomista, nauczyciel akademicki i polityk, profesor, wiceprezes Banco de Portugal, minister stanu i minister finansów (2005).

## Życiorys
Ukończył w 1977 ekonomię na Universidade Católica Portuguesa. Doktoryzował się w 1985 z międzynarodowych stosunków gospodarczych na Uniwersytecie Columbia w Nowym Jorku. Został nauczycielem akademickim, objął stanowisko profesora na macierzystej uczelni oraz na Universidade Nova de Lisboa, gdzie kierował wydziałem ekonomii.
Po rewolucji goździków przez pewien czas należał do Partii Socjalistycznej. Formalnie będąc osobą bezpartyjną, nadal współpracował z socjalistami, współtworząc w połowie lat 90. ich program gospodarczy. Od 1996 do 2002 pełnił funkcję wiceprezesa portugalskiego banku centralnego Banco de Portugal.
W marcu 2005 objął stanowisko ministra stanu i ministra finansów w rządzie José Sócratesa. Ustąpił z niego jednak już w lipcu tegoż roku. Ustąpił, powołując się na kwestie zdrowotne. Komentatorzy wskazywali jednak na jego spory z innymi członkami gabinetu.

## Odznaczenia
- Krzyż Wielki Orderu Infanta Henryka (2016, Portugalia)[4]